# 中華民國海軍陸戰隊政治作戰連
中華民國海軍陸戰隊政治作戰連，簡稱政九連，乃海軍陸戰隊司令部奉令仿中華民國陸軍政治作戰連成立的特種部隊，現已裁撤。1988年9月，海軍陸戰隊正式成立政治作戰連，編制為海軍陸戰隊司令部直屬連隊，當時駐地在高雄壽山營區，但受訓科目、受訓地點等完全比照陸軍政戰連，每年需同全陸軍政戰連進訓臺中谷關麗陽營區。1993年並獲當年全政戰連基測第一名。

## 政「九」連命名由來
政治作戰連為中華民國陸軍曾經轄下的特種部隊，屬軍團級直屬單位，現已不存。
中華民國國軍政治作戰連其前身為「中華民國政治作戰特遣隊」（簡稱「政特」），後因「民間任務」（支援臺灣警備總司令部政六處之文化檢審）在臺灣戒嚴時期日趨吃重，改為符合國軍建制的「連」。政特最大規模曾達到八個連，以及若干性質相近的實驗單位，故海軍陸戰隊政治作戰連為國軍第九個，也是最後一個成立的政戰特遣連級單位。

### 政特的由來
最初因為美國政府邀請中華民國政府參加越南戰爭，又因美國不願觸怒中國共產黨，故時任中華民國國防部部長蔣經國上將成立了政治作戰特遣隊此一臨時編組，募集國軍優秀特種作戰官兵，受中央情报局臨時聘僱，以政戰文職身分赴越參加不公開任務；越戰之後，政特的任務開始轉向臺灣島內偵防為主，與當時中華民國其他特種單位（軍、警、憲、調、情、檢、特、黨）相同，屬戒嚴時期的一部分。（臺灣戒嚴時期有五大或八大或十大情治單位之說不一，端看以系統或分類劃分）

### 臺灣省戒嚴令解除與實施精實案
政九連正式成立之時，臺灣已經宣佈開放黨禁、報禁，走向民主化，「民間任務」漸漸不需要；而反恐任務已有其他特勤隊負責，所以海陸政戰連與陸軍其他政戰連一樣步向被裁撤的命運。

## 略表
- 1988年9月，海軍陸戰隊正式成立政治作戰連，編制於陸戰隊司令部下直屬連，當時駐地在高雄市，但受訓科目、受訓地點等完全比照陸軍政戰連。
- 1997年，因應精實案生效，義務役人員併入兩棲偵搜大隊。
- 目前尚有當年的政九連政戰軍官在國軍單位中服役

## 人員組成
比照陸軍政戰連遴選方式。但由於精實案前海軍陸戰隊員仍以甲等體位為優先補充，致使大專以上高學歷役男在陸戰隊較少，因此亦有自兩棲偵蒐營派員選訓者，故政九連裁撤後部分人員編至兩棲偵搜大隊。

## 外部連結
- （繁體中文）政戰特遣隊討論區 (非官方)